# Schouwbroekerpolder
De Schouwbroekerpolder (destijds bekend onder de naam Schoubrouck) is een polder in de gemeente Heemstede in de Nederlandse provincie Noord-Holland. De polder lag ten westen van het Spaarne. De naam wordt nu gebruikt voor de gelijknamige woonwijk.
De poldermolen van de Schouwbroekerpolder was een houten achtkante grondzeiler.